# Galgenen
Galgenen es una comuna suiza del cantón de Schwyz, situada en el distrito de March. Limita al noroeste con la comuna de Lachen, al noreste con Wangen, al este con Schübelbach, al sur con Vorderthal, y al oeste con Altendorf. A Galgenen le pertenece también un barrio del pueblo de Siebnen.